# هوش مجازی
"این مقاله در حال ترجمه از ویکی انگلیسی است
لطفا حذف نشود."
هوش مجازی (انگلیسی: Virtual intelligence) اصطلاحی است که به هوش مصنوعی در دنیای مجازی نسبت می دهند. بسیاری از دنیاهای مجازی دارای گزینه‌هایی برای آواتارهای پایدار هستند که اطلاعات، آموزش، ایفای نقش و تعاملات اجتماعی را ارائه می‌دهند.
غوطه‌ور شدن در دنیاهای مجازی، یک پلتفرم برای هوش مجازی فراتر از الگوی سنتی رابط‌های کاربری گذشته فراهم می‌کند. آنچه که آلن تورینگ به عنوان معیار تفاوت بین هوش انسانی و هوش مصنوعی تعیین کرد، بدون تأثیرات بصری انجام شد. با ربات‌های هوش مجازی جدید، هوش مجازی به محدودیت‌های آزمون‌های گذشته عبور کرده و به سطح جدیدی از توانایی ماشین در اظهار هوش دست یافته است. ویژگی‌های غوطه‌وری در این محیط‌ها عناصر غیرکلامی را فراهم می‌کنند که بر واقع‌گرایی ارائه شده توسط عامل‌های هوش مجازی تأثیر می‌گذارند.
هوش مجازی نقطه تلاقی دو فناوری زیر است:
- محیط‌های مجازی: فضاهای سه‌بعدی فراگیر برای همکاری، شبیه‌سازی‌ها، و تعاملات نقش‌آفرینی را جهت آموزش فراهم می‌کنند. بسیاری از این محیط‌های مجازی در حال حاضر برای پروژه‌های دولتی و آکادمیک استفاده می‌شوند، از جمله Second Life، VastPark، Olive، OpenSim، Outerra،Oracle's Open Wonderland ، Open Cobalt دانشگاه دوک، و بسیاری دیگر.

- هوش مصنوعی

هوش مصنوعی (AI) شاخه‌ای از علوم کامپیوتر است که هدف آن ایجاد ماشین‌های هوشمندی است که قادر به انجام وظایفی هستند که معمولاً به هوش انسانی نیاز دارند. فناوری هوش مصنوعی به دنبال تقلید رفتار و هوش انسان از طریق الگوریتم‌های محاسباتی و تجزیه و تحلیل داده‌ها است. در قلمرو هوش مصنوعی، یک حوزه تخصصی به نام هوش مجازی (VI) وجود دارد که در محیط های مجازی برای شبیه سازی تعاملات و پاسخ های انسان مانند عمل می کند.

## مثال هایی از کاربرد هوش مجازی
- ربات خنثی کننده بمب Cutlass:

Northrop Grumman یک فرصت آموزشی مجازی را به دلیل هزینه‌های غیرقابل تحمل در دنیای واقعی و خطرات مربوط به خنثی کردن بمب ایجاد کرد. با تکرار یک سیستم پیچیده بدون نیاز به یادگیری کدهای پیشرفته، ربات مجازی هیچ خطر حادثه‌زا، خطرات ایمنی کارآموز، یا محدودیت دسترسی ندارد.
- MyCyberTwin:

ناسا از جمله شرکت‌هایی است که از فناوری‌های هوش مصنوعی MyCyberTwin استفاده کرده است. آنها از آن برای مریخ نورد فونیکس در دنیای مجازی Second Life استفاده کردند. MyCyberTwin از یک نمایه برنامه‌ریزی شده برای انتقال اطلاعات در مورد مریخ نورد Phoenix استفاده کرد تا به مردم بگوید چه کاری انجام می دهد و هدف آن چیست.
- Second China:

دانشگاه فلوریدا پروژه "چین دوم" را به عنوان یک تجربه آموزشی فراگیر برای یادگیری نحوه تعامل با فرهنگ و زبان در یک کشور خارجی توسعه داد. دانش‌آموزان در محیطی که چالش‌های نقش‌آفرینی همراه با حساسیت‌های زبانی و فرهنگی که در طول مأموریت‌های دیپلماتیک در سطح کشور یا در زمان‌های درگیری بالقوه یا بی‌ثباتی در منطقه‌ درگیر می‌شوند. آموزش مجازی به شرکت کنندگان فرصت هایی برای دسترسی به اطلاعات، شرکت در سناریوهای یادگیری هدایت شده، برقراری ارتباط، همکاری و ایفای نقش می دهد. در حالی که چین کشور نمونه اولیه بود، این مدل را می‌توان برای استفاده با هر فرهنگی تغییر داد تا به درک بهتر تعاملات اجتماعی و فرهنگی کمک کند و ببیند دیگران چگونه فکر می‌کنند و اعمالشان به چه معناست.
- شبیه‌سازی آموزش پرستاری دانشکده دوک

واقعیت افزوده(Extreme Reality) آموزش مجازی را برای آزمایش تفکر انتقادی با پرستاری که روش‌های آموزش دیده را برای شناسایی داده‌های حیاتی برای تصمیم‌گیری و انجام مراحل صحیح برای مداخله انجام می‌دهد، توسعه داد. ربات‌ها طوری برنامه‌ریزی شده‌اند که به اقدامات پرستار پاسخ دهند و در صورتی که پرستار اقدامات صحیح را انجام دهد، وضعیت بیمار بهبود می‌یابد.